# Pholidosauridae
Pholidosauridae — вимерла родина водних неозухійських мезоевкрокодильних крокодиломорфів. Скам'янілості були знайдені в Європі (Данія, Англія, Франція, Німеччина, Іспанія та Швеція), Африці (Алжир, Нігер, Малі, Марокко та Туніс), Північній Америці (Канада та Сполучені Штати) та Південній Америці (Бразилія та Уругвай). 

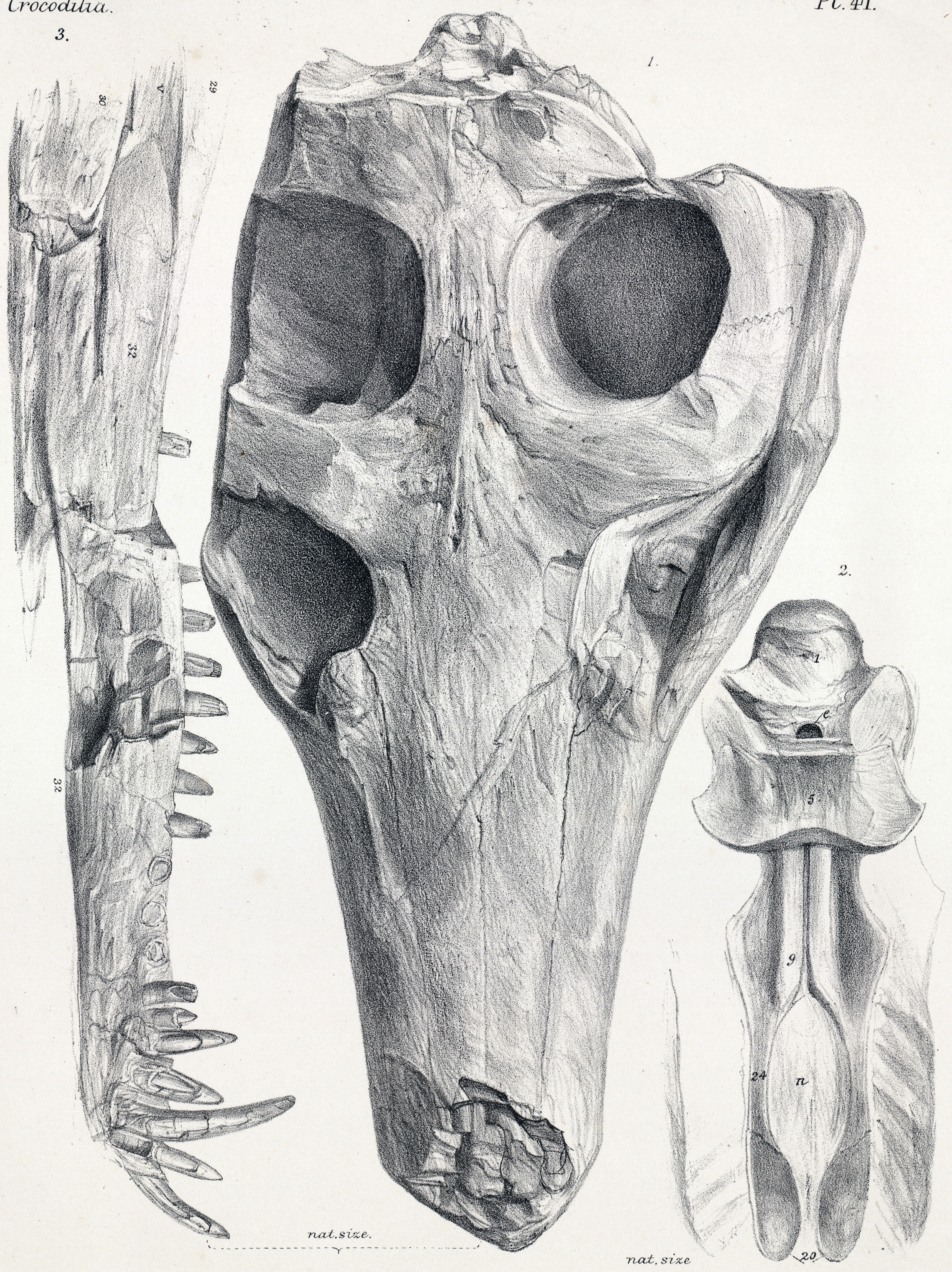
скам'янілість Pholidosaurus purbeckensis

Фолідозавриди вперше з’явилися в літописі скам’янілостей на батському етапі середньої юри. Jouve & Jalil (2020) описали посткраніальний матеріал фолідозавриди з палеоцену (данії) басейну Ouled Abdoun (Марокко), що представляє найновіший запис родини. Автори також переосмислили передбачуваного маастрихтського дирозаврида Sabinosuchus як фолідозаврида та стверджували, що принаймні дві незалежні лінії фолідозавридів досягли маастрихту, одна з яких пережила вимирання в крейдяно-палеогеновому періоді. До публікації цього дослідження вважалося, що родина вимерла під час пізнього туронського етапу пізньої крейди.
Sarcosuchus — один із найвідоміших фолідозаврів. Вважається, що він досягав довжини до 9,5 м і важив до 4,3 тонн. Споріднений Chalawan thailandicus міг досягати більше 10 м у довжину. Один рід, Suchosaurus, який колись вважався фолідозавром, згодом був показаний як спинозавровий теропод динозавр. Сеноманський Terminonaris був видом Pholidosaurid, який, здавалося, був найпоширенішим у пізньому крейдяному періоді.